# Puerto de Chabahar
El Puerto de Chabahar es un puerto marítimo en Chah Bahar en el sureste de Irán. Su ubicación se encuentra en la frontera entre el Océano Índico y el Mar de Omán. Es el único puerto iraní con acceso directo al mar. El puerto fue parcialmente construido por la India en la década de 1990 para facilitar el acceso a Afganistán y Asia Central, sin pasar por Pakistán.
El puerto de Chabahar está situado en el sur de la provincia de Sistán y Baluchistán. Debido a sus establecimientos y la facilidad de acceso al mar, tanto a Omán como al Golfo Pérsico, hace mucho tiempo que fue un centro de los negocios, de comercio y la navegación.
El funcionamiento general de este puerto se inició en 1981 e inició sus actividades con la culminación de cuatro espigones en 1983.